# Renfrewshire

Paisley Abbey

Renfrewshire (gälisch Siorrachd Rinn Friù) ist eine von 32 Council Areas in Schottland. Sie grenzt an North Ayrshire, East Renfrewshire, Glasgow, Inverclyde und West Dunbartonshire.

## Geschichte
Der von 1975 bis 1996 bestehende District Renfrew war ein wenig größer als der heutige Verwaltungsbezirk Renfrewshire und umfasste zusätzlich die Städte Barrhead, Neilston und Uplawmoor, die heute zu East Renfrewshire gehören.
Die traditionelle Grafschaft Renfrewshire war bedeutend größer und umfasste Gebiete, die heute in Inverclyde und East Renfrewshire liegen. Während der 1920er wurden einige Ortschaften im traditionellen Renfrewshire von Glasgow eingemeindet. Renfrewshire in den traditionellen Grenzen ist heute noch eine der Lieutenancy Areas von Schottland.

## Orte
| - Bishopton - Bridge of Weir - Brookfield - Craigends - Crosslee - Elderslie | - Erskine - Houston - Howwood - Inchinnan - Johnstone - Kilbarchan | - Linwood - Lochwinnoch - Paisley - Ralston - Ranfurly - Renfrew |

## Sehenswürdigkeiten
- Arbroath Abbey
- Braehead
- Castle Semple Loch
- Erskine Bridge
- Muirshiel Country Park
- Paisley Abbey
- siehe auch: Liste der Kategorie-A-Bauwerke in Renfrewshire